# 穆平國
穆平國（?—451年），中國南北朝時期北魏宜都丁公穆崇之曾孫、宜都文成王穆觀之孫、宜都文宣王穆壽之子。

## 生平
穆平國承襲父親穆壽的宜都王爵位，娶城陽長公主為妻，拜駙馬都尉、侍中、中書監，為太子拓跋晃四輔之一。正平元年（451年）卒。其子穆伏幹、穆羆先後繼承宜都王爵位。另一子頓丘郡開國公穆亮官至尚書令、司空公。